# Open Occitanie 2025
Open Occitanie 2025 byl tenisový turnaj na mužském profesionálním okruhu ATP Tour hraný v montpellierské aréně. Třicátý osmý ročník Open Occitanie probíhal mezi 27. lednem a 2. únorem 2025 v Montpellier na krytých dvorcích s tvrdým povrchem GreenSet. Turnaj změnil název z Open Sud de France na Open Occitanie reflektující jihofrancouzský region Okcitánii v pojmenování.
Turnaj dotovaný 673 360 eury patřil do kategorie ATP Tour 250. Nejvýše nasazeným singlistou se stal desátý hráč světa Andrej Rubljov, který dohrál v semifinále. Z pozice posledního přímého účastníka do dvouhry nastoupil 129. hráč žebříčku Richard Gasquet z Francie, jenž se před ukončením kariéry v Montpellier naposledy představil. V důsledku invaze Ruska na Ukrajinu na konci února 2022 řídící organizace tenisu ATP, WTA a ITF s grandslamy rozhodly, že ruští a běloruští tenisté mohli dále na okruzích startovat, ale do odvolání nikoli pod vlajkami Ruska a Běloruska.
Sedmý singlový titul na okruhu ATP Tour vybojoval 24letý Kanaďan Félix Auger-Aliassime. První společnou trofej ze čtyřhry ATP získali Nizozemci Robin Haase s Boticem van de Zandschulpem. Ve finále porazili krajany ve druhém deblovém finále ATP Tour s účastí výhradně nizozemských hráčů.

## Rozdělení bodů a finančních odměn

### Rozdělení bodů
| Soutěž       | Soutěž      | vítězové | finalisté | semifinalisté | čtvrtfinalisté | 16 v kole | 32 v kole | Q  | Q2 | Q1 |
| ------------ | ----------- | -------- | --------- | ------------- | -------------- | --------- | --------- | -- | -- | -- |
| dvouhra      | [ 2 ] [ 7 ] | 250      | 165       | 100           | 50             | 25        | 0         | 13 | 7  | 0  |
| čtyřhra mužů | [ 8 ]       | 250      | 150       | 90            | 45             | 0         | —         | —  | —  | —  |

Vysvětlivky
1. ↑  Nasazení s volným losem do druhého kola neobdrželi v případě prohry žádné body.'"`UNIQ--ref-00000016-QINU`"'

### Finanční odměny
| Soutěž                                | Soutěž      | vítězové | finalisté | semifinalisté | čtvrtfinalisté | 16 v kole | 32 v kole | Q2      | Q1      |
| ------------------------------------- | ----------- | -------- | --------- | ------------- | -------------- | --------- | --------- | ------- | ------- |
| dvouhra                               | [ 2 ] [ 7 ] | 90 680 € | 52 890 €  | 31 090 €      | 18 015 €       | 10 460 €  | 6 390 €   | 3 200 € | 1 745 € |
| čtyřhra                               | [ 8 ]       | 31 530 € | 16 940 €  | 9 910 €       | 5 500 €        | 3 240 €   | —         | —       | —       |
| částka ve čtyřhrách je uvedena na pár |             |          |           |               |                |           |           |         |         |

## Mužská dvouhra

### Nasazení
| Stát                          | Hráč                   | ATP | Nasazení |
| ----------------------------- | ---------------------- | --- | -------- |
|                               | Andrej Rubljov         | 9.  | 1.       |
| Kanada                        | Félix Auger-Aliassime  | 23. | 2.       |
| Itálie                        | Flavio Cobolli         | 32. | 3.       |
| Kazachstán                    | Alexandr Bublik        | 37. | 4.       |
| Nizozemsko                    | Tallon Griekspoor      | 40. | 5.       |
| Belgie                        | David Goffin           | 54. | 6.       |
| Francie                       | Arthur Rinderknech     | 61. | 7.       |
| Čína                          | Pu Jün-čchao-kche-tche | 67. | 8.       |
| Žebříček ATP k 13. lednu 2025 |                        |     |          |

### Jiné formy účasti
Následující hráči obdrželi divokou kartu do hlavní soutěže:
- Grégoire Barrère
- Quentin Halys
- Andrej Rubljov
- Stan Wawrinka

Následující hráči postoupili z kvalifikace:
- Nikoloz Basilašvili
- Alibek Kačmazov
- Aleksandar Kovacevic
- Constant Lestienne

### Odhlášení
před zahájením turnaj
- Roberto Carballés Baena → nahradil jej  Borna Ćorić
- Sebastian Korda → nahradil jej  Richard Gasquet
- Pedro Martínez → nahradil jej  Christopher Eubanks
- Gaël Monfils → nahradil jej  Daniel Altmaier
- Giovanni Mpetshi Perricard → nahradil jej  Harold Mayot
- Alexandre Müller → nahradil jej  Lucas Pouille
- Jaume Munar → nahradil jej  Jesper de Jong
- Lorenzo Sonego → nahradil jej  Botic van de Zandschulp
- Aleksandar Vukic → nahradil jej  Michail Kukuškin

## Mužská čtyřhra

### Nasazení
| Stát                          | Hráč          | Stát               | Hráč                   | ATP  | Nasazení |
| ----------------------------- | ------------- | ------------------ | ---------------------- | ---- | -------- |
| Francie                       | Sadio Doumbia | Francie            | Fabien Reboul          | 64.  | 1.       |
| Spojené království            | Jamie Murray  | Francie            | Édouard Roger-Vasselin | 66.  | 2.       |
| Indie                         | Juki Bhambri  | Chorvatsko         | Ivan Dodig             | 73.  | 3.       |
| Nizozemsko                    | Sander Arends | Spojené království | Luke Johnson           | 105. | 4.       |
| Žebříček ATP k 13. lednu 2025 |               |                    |                        |      |          |

### Jiné formy účasti
Následující páry obdržely divokou kartu do hlavní soutěže:
- Arthur Cazaux /  Stan Wawrinka
- Richard Gasquet /  Lucas Pouille

### Odhlášení
před zahájením turnaje
- Sriram Baladži /  Miguel Ángel Reyes-Varela → nahradili je  Flavio Cobolli /  Jonathan Eysseric
- Juki Bhambri /  Albano Olivetti → nahradili je  Juki Bhambri /  Ivan Dodig
- Julian Cash /  Lloyd Glasspool → nahradili je  Tallon Griekspoor /  Bart Stevens
- Ivan Dodig /  Skander Mansouri → nahradili je  Jakob Schnaitter /  Mark Wallner
- Santiago González /  Jean-Julien Rojer → nahradili je  Džívan Nedunčežijan /  Vidžaj Sundar Prašant
- Robin Haase /  Sem Verbeek → nahradili je  Robin Haase /  Botic van de Zandschulp
- Vasil Kirkov /  Sebastian Korda → nahradili je  Christian Harrison /  Evan King

## Přehled finále

### Mužská dvouhra
- Félix Auger-Aliassime vs.  Aleksandar Kovacevic, 6–2, 6–7(7–9), 7–6(7–2)

### Mužská čtyřhra
- Robin Haase /  Botic van de Zandschulp vs.  Tallon Griekspoor /  Bart Stevens, 6–7(7–9), 6–3, [10–5]